# Rosina Bulwer-Lytton
Rosina Bulwer-Lytton, född Doyle Wheeler den 4 november 1802 i County Tipperary på Irland, död 12 mars 1882 i London, var en brittisk författare, som skrev och fick utgivna 14 romaner, en novellsamling och en brevsamling. Hon var dotter till Anna Doyle Wheeler, gift med Edward George Bulwer-Lytton och mor till Robert Bulwer-Lytton.

## Giftermål
Rosina Bulwer-Lytton blev gift med Edward Bulwer-Lytton (som vid den tidpunkten hette Bulwer i efternamn) den 29 augusti 1827. Hans författarskap och hans politiska ambitioner slet hårt på äktenskapet och de blev lagenligt separerade 1836. Tre år senare utgav hon en roman kallad Cheveley, or the Man of Honour, där Edward Bulwer-Lytton blev karikerad.
I juni 1858, medan hennes man var kandidat i Hertfordshire till parlamentet, ställde hon sig upp offentligt och tog avstånd ifrån honom. Som konsekvens av detta uppträdande blev hon inlagd som sinnessjuk, men frisläppt några veckor senare. Detta blev beskrivet i hennes bok A Blighted Life. Åren därefter fortsatte hon sina angrepp på sin mans karaktär.